# Jaime Omeñaca (actor)
Jaime Antonio Omeñaca Bruna es un actor chileno, de teatro, cine y televisión, conocido popularmente en televisión por su personaje en la sitcom Casado con hijos (Chile) y en la película La Esmeralda 1879.

## Biografía
Cursó sus estudios de teatro de la Escuela de Teatro Imagen de Gustavo Meza.
En televisión alcanzó popularidad entre 2007 y 2008 con la sitcom Casado con hijos (Chile), producida por Roos Film para Mega. En 2023 se integró al reparto de una nueva temporada.
En 2009 protagonizó la película La Esmeralda, 1879, dirigida por Elías Llanos, interpretando a Arturo Prat.
En 2018 se integró al reparto de La reina de Franklin de Canal 13 (Chile), donde obtuvo su primer rol estable en una telenovela.
En 2023 encarnó al general Carlos Prats en la serie bibliográfica del presidente Salvador Allende Los mil días de Allende, producida por Parox para Televisión Nacional de Chile.

## Filmografía
| Año  | Título                                     | Papel             | Ref. |
| ---- | ------------------------------------------ | ----------------- | ---- |
| 2003 | Bienvenida realidad                        | Jorge             |      |
| 2008 | Turistas                                   | Camionero         |      |
| 2009 | Escorbo                                    | Pedro             |      |
| 2010 | La Esmeralda, 1879                         | Arturo Prat       |      |
| 2011 | La lección de pintura                      | Capitán           |      |
| 2011 | Sal                                        | Julio             |      |
| 2012 | Tráiganme la cabeza de la Mujer Metralleta | Brocoli           |      |
| 2014 | Neruda                                     | Ministro          |      |
| 2015 | Maknum González                            | Chulo             |      |
| 2015 | La paradoja de Zenón                       | Dimitrí           |      |
| 2015 | Alma                                       | Doctor            |      |
| 2017 | Se busca... no para mi mujer               | Luis              |      |
| 2017 | La isla de los pingüinos                   | Director colegio  |      |
| 2019 | Araña                                      | Fotógrafo         |      |
| 2020 | Matar a Pinochet                           | Jefe de operativo |      |
| 2021 | Apps                                       | Lalo              |      |
| 2022 | Desconectados                              | Luis              |      |
| 2023 | Las demás                                  |                   |      |

## Televisión

### Telenovelas
| Año       | Título                   | Papel                        | Ref.          |
| --------- | ------------------------ | ---------------------------- | ------------- |
| 1996      | Sucupira                 | -                            | sin acreditar |
| 1999      | Fuera de control         | Policía                      | sin acreditar |
| 2003      | Pecadores                | Doctor                       | 1 episodio    |
| 2005-2006 | Gatas y tuercas          | Bruno Aristizábal            |               |
| 2006      | Entre medias             | Juez                         | 1 episodio    |
| 2006-2007 | Montecristo              | Padre Pedro Darrichón        | Secundario    |
| 2007-2008 | Fortunato                | Pablo Bórquez                | Secundario    |
| 2010-2011 | Primera dama             | Abogado                      | 2 episodios   |
| 2011      | Vampiras                 | Valerio Ventura              | Secundario    |
| 2012-2013 | Pobre rico               | Jorge "El Anaconda" Galdámez | Secundario    |
| 2014-2015 | No abras la puerta       | Abogado                      | 3 episodios   |
| 2016-2017 | El camionero             | Doctor                       | 1 episodio    |
| 2016-2017 | Preciosas                | Claudio Vilches              | 7 episodios   |
| 2016-2017 | Amanda                   | Miguel Galvez                | 3 episodios   |
| 2017-2018 | Perdona nuestros pecados | Dr. José Donoso              | 8 episodios   |
| 2018      | Soltera otra vez 3       | Jefe de Cristina             |               |
| 2018-2019 | La reina de Franklin     | Eusebio Rojas                | Secundario    |
| 2021-2022 | La torre de Mabel        | Wilson Vásquez               | Secundario    |
| 2022-2023 | La ley de Baltazar       | Carlos Jarufe                |               |
| 2023-2024 | Como la vida misma       | Fernando Court               |               |

### Series
| Año       | Título                                     | Papel                  | Ref.                        |
| --------- | ------------------------------------------ | ---------------------- | --------------------------- |
| 1997      | Laberinto                                  | Gerson Rodríguez       | Episodio: Drogas o vida     |
| 1998      | Los Cárcamo                                | Vecino                 |                             |
| 2004      | Bienvenida realidad                        | Jorge                  | Secundario                  |
| 2005      | Los Galindo                                | Sergio Guerra          | Episodio: La prensa         |
| 2006      | La otra cara del espejo                    |                        |                             |
| 2006      | Urgencias                                  | Dr. Renato Uribe       | Secundario                  |
| 2006      | La vida es una lotería                     | Gabriel                | Episodio: El almacenero     |
| 2006-2008 | Casado con hijos                           | Luis "Lucho" Montaner  | Secundario                  |
| 2008      | Huaiquimán y Tolosa                        |                        | Secundario                  |
| 2008      | Mandiola y compañía                        | Cucho Martínez         | Secundario                  |
| 2008      | Camera Café                                | Yuri Bravo             | Secundario                  |
| 2009      | Peligro latente                            |                        |                             |
| 2010      | Algo habrán hecho por la historia de Chile | Juan Martínez de Rozas | 2 episodios                 |
| 2010      | La Tirana                                  | Padre Merino           |                             |
| 2010      | Carta de mujer                             |                        | Episodio: Carta de Leontina |
| 2010      | Volver a mí                                | Abogado                | Episodio: La certeza        |
| 2010      | Infieles                                   |                        | Episodio: Full equipo       |
| 2011      | Prófugos                                   | Fiscal Ariel Casas     | 4 episodios                 |
| 2012      | Cobre                                      | José Vilches           | Secundario                  |
| 2012-2017 | 12 días que estremecieron Chile            | Jorge/Horacio/Miguel   | 3 episodios                 |
| 2014      | Los archivos del cardenal 2                | Octavio García         | 2 episodios                 |
| 2015      | Fabulosas flores                           | Wilfredo Alegría       | Secundario                  |
| 2015      | Zamudio                                    | Fiscal Ernesto Vásquez | Secundario                  |
| 2015      | Sitiados                                   | Beltrán                | Secundario                  |
| 2017      | Vidas en riesgo                            | Marcos                 | Secundario                  |
| 2018      | La cacería: las niñas de Alto Hospicio     | Juan Ávila             | Secundario                  |
| 2018      | Amor en línea                              | Raúl                   |                             |
| 2019      | Héroes invisibles                          | Coronel Soto           | 6 episodios                 |
| 2019      | Los Espookys                               | Dr. Ricky              | 3 episodios                 |
| 2020      | El Presidente                              | Carlos Chávez          | Secundario                  |
| 2022      | Paola y Miguelito: la serie                | Juez                   | 2 episodios                 |
| 2023      | Casado con hijos                           | Luis "Lucho" Montaner  | Secundario                  |
| 2023      | Los mil días de Allende                    | General Carlos Prats   | Secundario                  |
| 2023      | Cecilia, la incomparable                   | Inspector Soria        | Secundario                  |